# Hranice množiny

Množina (světle modře) a její hranice (tmavě modře)

Hranice množiny je v matematice pojem z topologie značící množinu všech takových prvků, jehož každé okolí obsahuje alespoň jeden bod zadané množiny a alespoň jeden bod mimo zadanou množinu. Značí se ∂M. Podobný význam má hranice metrického prostoru a hranice variety s hranicí.

## Formální definice v topologii
Existují tři ekvivalentní definice hranice množiny (X je univerzum):
- Hranice množiny ∂M je uzávěr množiny M bez vnitřku množiny M: ∂M = M \ M°.
- Hranice množiny ∂M je průnik uzávěru M s uzávěrem jejího doplňku: ∂M = M ∩ (X \ M).
- Hranice množiny ∂M je množina všech bodů b univerza X takových, že každé okolí b obsahuje alespoň jeden bod patřící do M a alespoň jeden bod patřící do X \ M.

## Příklady
- Hranicí libovolného prostorového útvaru je jeho povrch. Například hranicí koule je sféra.
- Hranicí libovolného rovinného útvaru je patřičná křivka. Například hranicí kruhu je kružnice.

Mějme množinu reálných čísel R s běžnou topologií založenou na otevřených intervalech. Pak:
- {\displaystyle \partial (0,5)=\partial [0,5)=\partial (0,5]=\partial [0,5]=\{0,5\}\,\!}
- {\displaystyle \partial \emptyset =\emptyset }
- {\displaystyle \partial \mathbb {Q} =\mathbb {R} }
- {\displaystyle \partial \mathbb {Q} \cap [0,1]=[0,1]}

Poslední dva příklady ukazují, že hranice husté množiny s prázdným vnitřkem je jejím uzávěrem.
- V množině racionálních čísel s topologií otevřených intervalů, hranice množiny {\displaystyle \mathbb {Q} \cap (-\infty ,a)}, kde a je iracionální, je prázdná množina[pozn 2].